# Humane Society of the United States

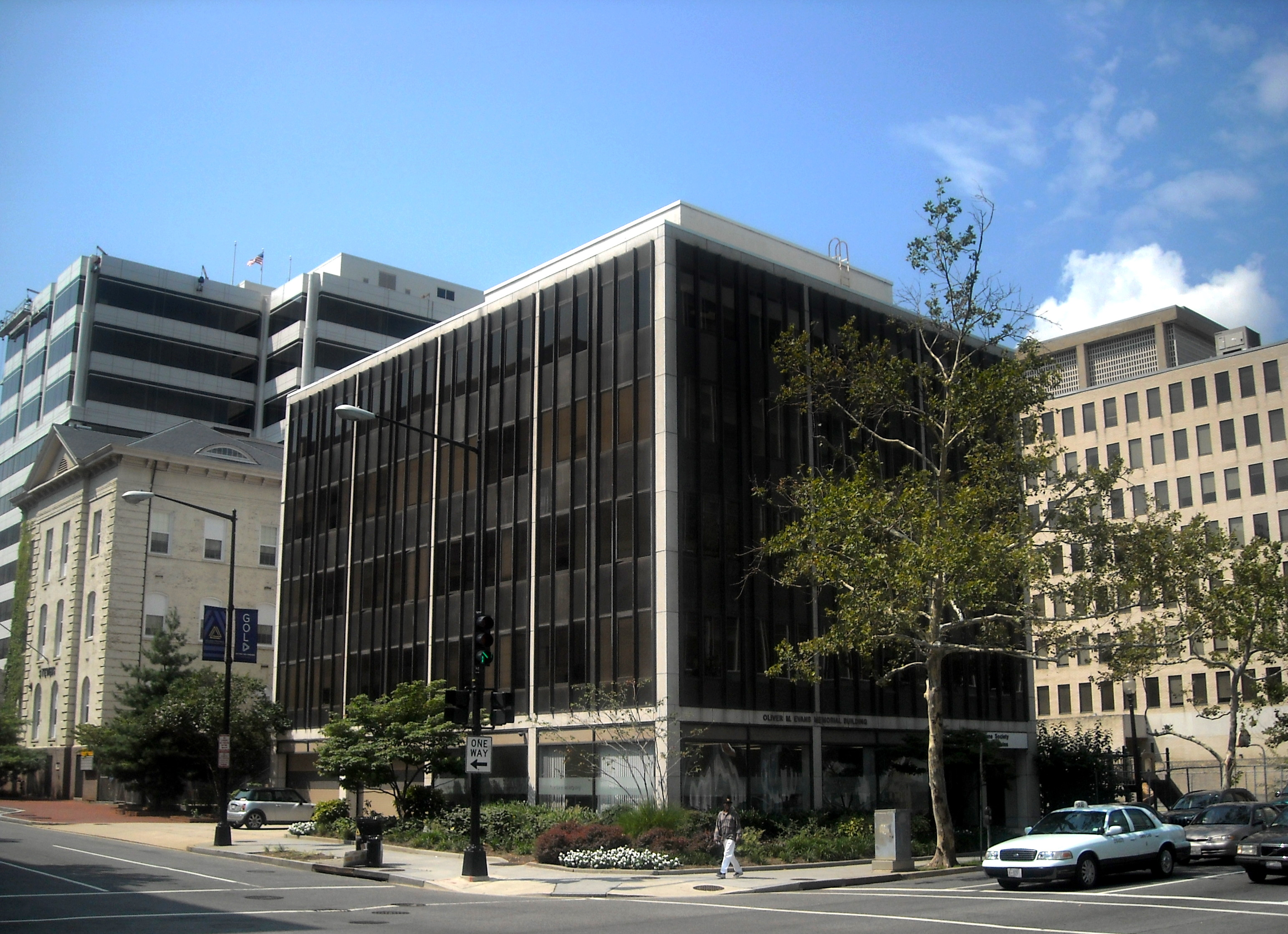
Hoofdkantoor van de HSUS

De "Humane Society of the United States" (HSUS) is de grootste Amerikaanse dierenrechtenorganisatie.
Zij werkt sinds 1954 aan het promoten van de bescherming van alle dieren en is zowel op nationaal als internationaal vlak actief in het verdedigen van de belangen van de dieren. Zij beklemtoont de band tussen mens en dier en vecht tegen wreedheid tegen dieren en dierenmishandeling in alle mogelijke vormen.
De HSUS heeft internationaal vooral bekendheid gekregen door het verzekeren van gratis diergeneeskundige zorgen in ontwikkelingslanden en haar DART programma (Disaster Animal Response Teams). Deze teams zorgen voor bijstand aan (menselijke en dierlijke) slachtoffers van rampen.
De vier belangrijkste langlopende campagnes van de HSUS zijn die tegen:
1. wrede industriële dierenkwekerijen
2. dierenmishandeling en -gevechten
3. onmenselijke jachtpraktijken
4. bonthandel